# Notoxus bifasciatus
Notoxus bifasciatus is een keversoort uit de familie snoerhalskevers (Anthicidae). De wetenschappelijke naam van de soort is voor het eerst geldig gepubliceerd in 1852 door LeConte.